# 순천매산중학교 축구부
순천매산중학교 축구부는 전라남도 순천시에 위치한 순천매산중학교의 축구부이다.

## 같이 보기
- 순천매산중학교